# Communauté de communes Touraine Ouest Val de Loire
La communauté de communes Touraine Ouest Val de Loire est un établissement public de coopération intercommunale créé le 1er janvier 2017.

## Historique
- 1er janvier 2017 : création de la communauté de communes, sous forme d'un établissement public de coopération intercommunale par fusion des anciennes communautés de communes du Pays de Bourgueil et de Touraine Nord-Ouest.

## Géographie

### Géographie physique
Située à l'ouest du département d'Indre-et-Loire, la communauté de communes Touraine Ouest Val de Loire regroupe 28 communes et présente une superficie de 757,9 km2.

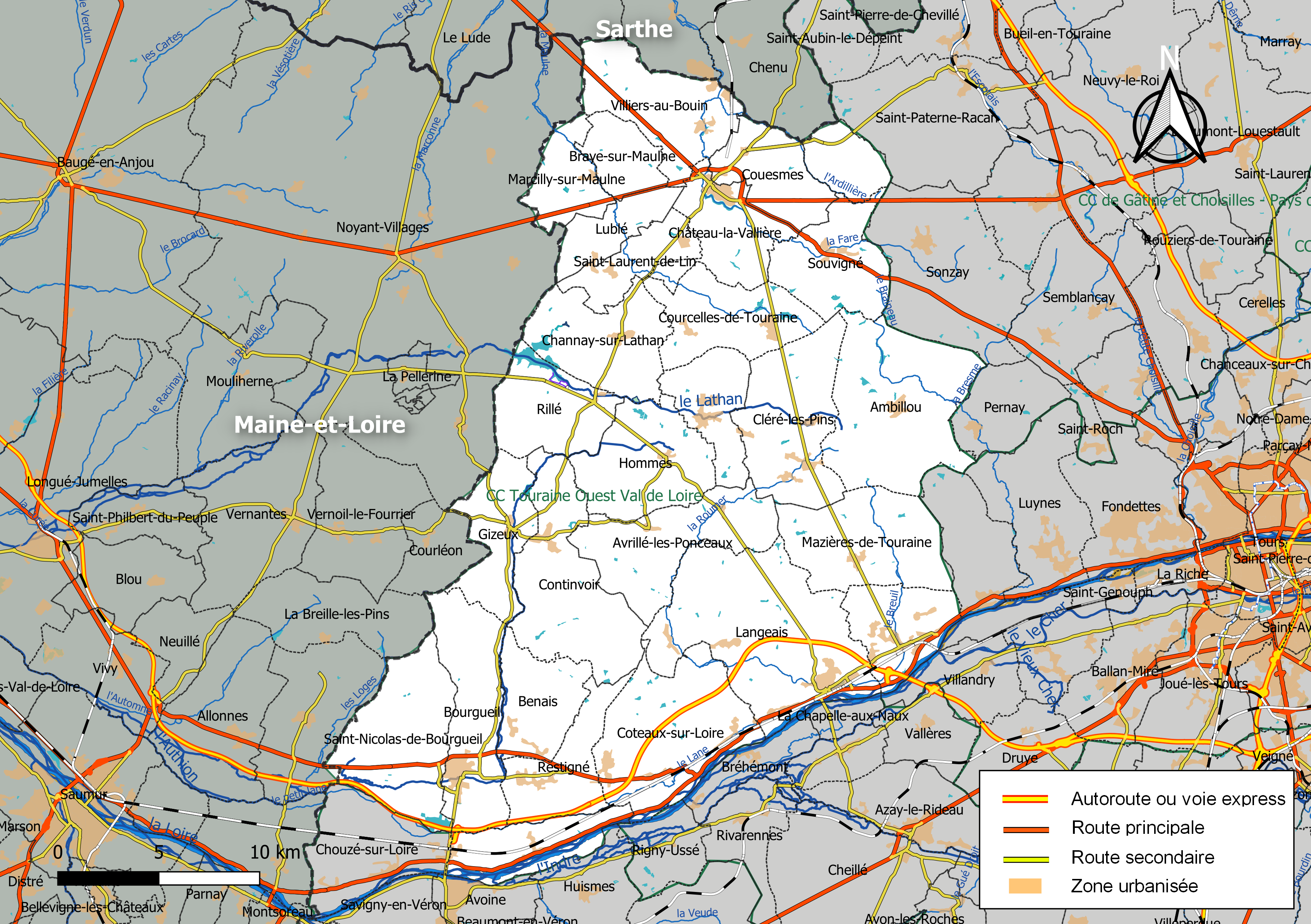
Carte de la communauté de communes Touraine Ouest Val de Loire au 1er janvier 2019.

### Composition

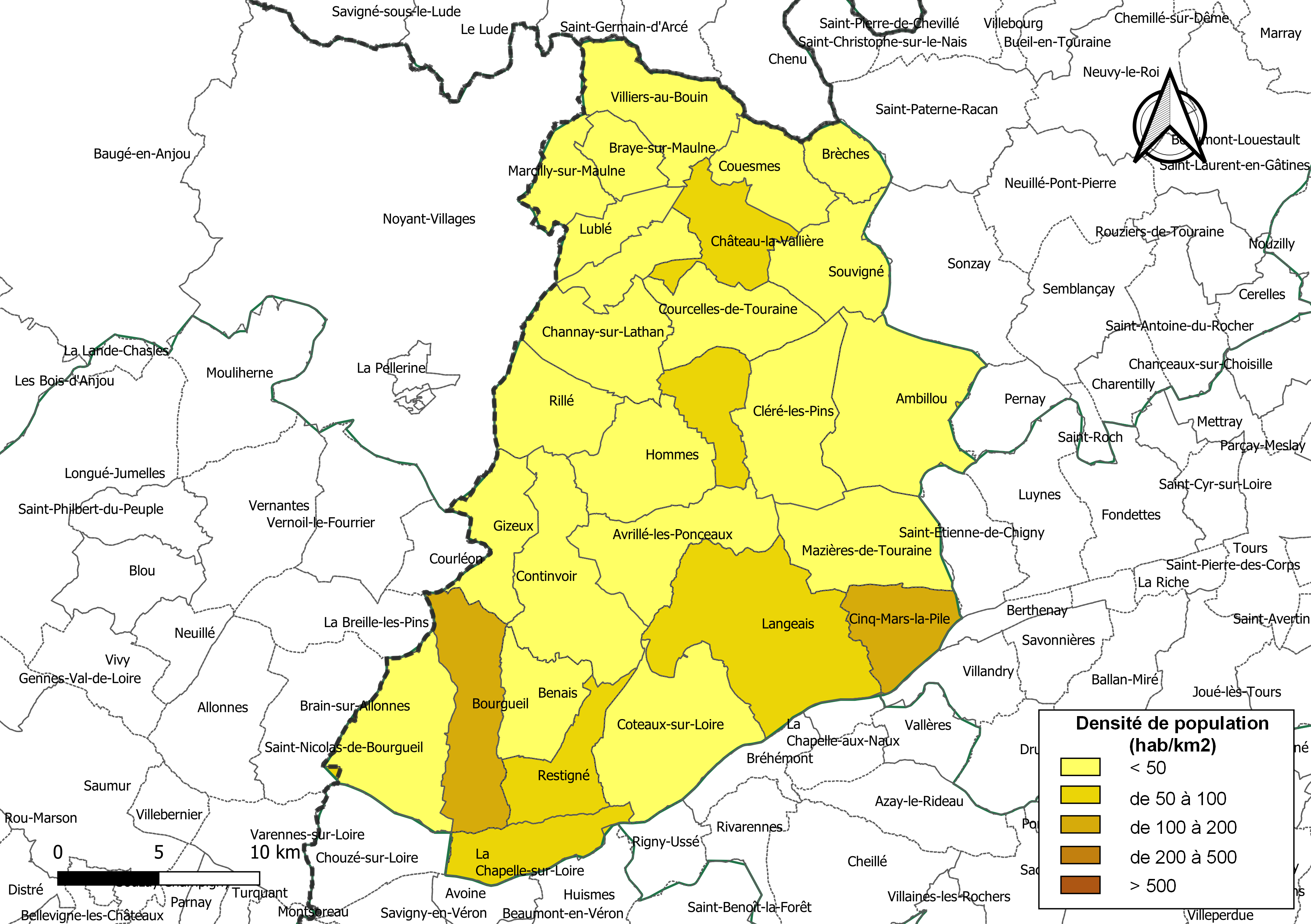
Carte des densités de population (millésimée 2016) des communes de la communauté de communes Touraine Ouest Val de Loire. Composition en communes au 1er janvier 2019.

La communauté de communes est composée des 28 communes suivantes :

| Nom                        | Code Insee | Gentilé             | Superficie (km2) | Population (dernière pop. légale) | Densité (hab./km2) |
| -------------------------- | ---------- | ------------------- | ---------------- | --------------------------------- | ------------------ |
| Cléré-les-Pins (siège)     | 37081      | Clérençois          | 35,62            | 1 398 (2022)                      | 39                 |
| Ambillou                   | 37002      | Ambellousiens       | 48,85            | 1 748 (2022)                      | 36                 |
| Avrillé-les-Ponceaux       | 37013      | Poncivriens         | 32,8             | 475 (2022)                        | 14                 |
| Benais                     | 37024      | Benaisiens          | 20,08            | 948 (2022)                        | 47                 |
| Bourgueil                  | 37031      | Bourgueillois       | 32,95            | 3 648 (2022)                      | 111                |
| Braye-sur-Maulne           | 37036      | Braylois            | 11,84            | 201 (2022)                        | 17                 |
| Brèches                    | 37037      | Bréchois            | 11,63            | 222 (2022)                        | 19                 |
| Channay-sur-Lathan         | 37055      | Channéens           | 28,71            | 809 (2022)                        | 28                 |
| La Chapelle-sur-Loire      | 37058      | Chapelons           | 19,17            | 1 472 (2022)                      | 77                 |
| Château-la-Vallière        | 37062      | Castelvalériens     | 19,8             | 1 734 (2022)                      | 88                 |
| Cinq-Mars-la-Pile          | 37077      | Cinq-Marsiens       | 20,11            | 3 943 (2022)                      | 196                |
| Continvoir                 | 37082      | Continvoironais     | 41,19            | 467 (2022)                        | 11                 |
| Coteaux-sur-Loire          | 37232      |                     | 44,15            | 1 872 (2022)                      | 42                 |
| Couesmes                   | 37084      | Couesmois           | 21,26            | 556 (2022)                        | 26                 |
| Courcelles-de-Touraine     | 37086      | Courcellois         | 25,71            | 480 (2022)                        | 19                 |
| Gizeux                     | 37112      | Gizellois           | 21,06            | 377 (2022)                        | 18                 |
| Hommes                     | 37117      | Houlmois            | 29,59            | 867 (2022)                        | 29                 |
| Langeais                   | 37123      | Langeaisiens        | 64,55            | 4 370 (2022)                      | 68                 |
| Lublé                      | 37137      | Lubléens            | 12,6             | 140 (2022)                        | 11                 |
| Marcilly-sur-Maulne        | 37146      | Marcillais          | 14,6             | 216 (2022)                        | 15                 |
| Mazières-de-Touraine       | 37150      | Maziérois           | 34,18            | 1 463 (2022)                      | 43                 |
| Restigné                   | 37193      | Restignons          | 21,31            | 1 121 (2022)                      | 53                 |
| Rillé                      | 37198      | Rilléens            | 23,96            | 314 (2022)                        | 13                 |
| Saint-Laurent-de-Lin       | 37223      |                     | 13,86            | 344 (2022)                        | 25                 |
| Saint-Nicolas-de-Bourgueil | 37228      | Saint-Nicolaisiens  | 36,45            | 1 118 (2022)                      | 31                 |
| Savigné-sur-Lathan         | 37241      | Savignéens          | 17,61            | 1 314 (2022)                      | 75                 |
| Souvigné                   | 37251      | Souvignois          | 24,41            | 932 (2022)                        | 38                 |
| Villiers-au-Bouin          | 37279      | Villiarébusauboyens | 29,83            | 735 (2022)                        | 25                 |

## Démographie
| 2014   |
| ------ |
| 35 482 |

## Politique communautaire

### Représentation
Le conseil communautaire de la communauté de communes se compose de 49 conseillers pour la mandature 2020-2026,  répartis comme suit :
| Nombre de conseillers | Communes |
| --------------------- | --- |
| 7                     | Langeais |
| 6                     | Bourgueil                                                                                                   |
| 5                     | Cinq-Mars-la-Pile                                                                                           |
| 2                     | Ambillou, Château-la-Vallière, Cléré-les-Pins, Coteaux-sur-Loire, La Chapelle-sur-Loire, Savigné-sur-Lathan |
| 1                     | Les 19 communes restantes                                                                                   |

#### Présidents de la communauté de communes
| Période         | Période  | Identité      | Étiquette | Qualité                                                      |
| --------------- | -------- | ------------- | --------- | ------------------------------------------------------------ |
| 10 janvier 2017 | En cours | Xavier Dupont | DVG       | Agent de la fonction publique, conseiller municipal de Rillé |

### Compétences
- Aménagement de l'espace communautaire
- Développement économique
- Politique du logement social d’intérêt communautaire et action, par des opérations d’intérêt communautaire, en faveur des logements des personnes défavorisées
- Création, aménagement et entretien de la voirie d'intérêt communautaire
- Assistance technique et administrative aux communes
- Ordures ménagères
- Environnement
- Petite Enfance Enfance Jeunesse
- Tourisme
- Gens du voyage
- Contrat de pays

### Identité visuelle
|  | Logo de la Communauté de Communes |

## Pour approfondir